# Universidad de Birmingham
La Universidad de Birmingham (inglés: University of Birmingham; lat.: Universitas Birminghamiensis) fue fundada el 24 de marzo de 1900 de la mano de Victoria del Reino Unido y es, con 27 000 estudiantes (de ellos 4000 extranjeros) la mayor universidad en la metrópoli inglesa Birmingham y también una de las más grandes de toda Inglaterra. 
La universidad es miembro del Grupo Russell, del grupo de universidades investigadores británicas y, desde 1997, de la red mundial de universidades Universitas 21.

## Historia
La universidad se fundó el 23 de febrero de 1875 gracias al industrial de Birmingham Josiah Mason que fundara Mason Science College, lo que supuso el comienzo de educación superior en Birmingham para transformarse 25 años más tarde en la Universidad de Birmingham. Fue el apasionado trabajo de Joseph Chamberlain quien impulsara el desarrollo de la universidad de forma decisiva.

## Instalaciones

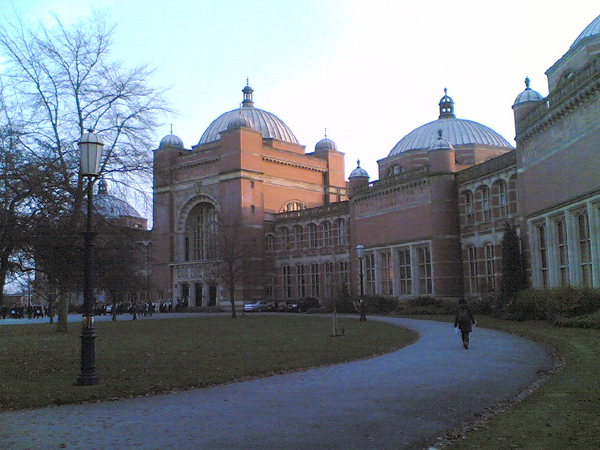
El edificio Aston Webb (nombre del arquitecto) en el Chancellor's Court.

- Edgbaston Campus: Campus principal de la universidad en el barrio de Edgbaston con la famosa torre del reloj Joseph Chamberlain y el aula de la universidad (en inglés, Great Hall) del arquitecto Aston Webb.
- Selly Oak Campus: Campus que forma parte de la universidad desde 1999 al sur del campus principal con instalaciones teológicas y de ciencias sociales.
- la Sculpture Trail
- el jardín botánico Winterbourne así como
- otros institutos como Barber Institute, el Shakespeare Institute y el Ironbridge Institute

## Célebres estudiantes y profesores
- Neville Chamberlain (1869-1940), primer ministro del Reino Unido entre 1937 y 1940.
- Walter Allen (1911-1995), novelista, poeta y crítico literario inglés
- Kenneth Anthony (* 1951), primer ministro de Santa Lucía
- Francis William Aston (1877–1945), químico y físico inglés, premio nobel de química (1922)
- Sister Bliss (* 1970), música británica
- Madeleine Carroll (1906–1987), actriz británica
- James Clavell (1924–1994), escritor británico-estadounidense
- José Narro Robles (1948-.) Secretario de Salud de México
- Tim Curry (* 1946), actor británico
- Richard Dalitz (1925–2006), físico australiano
- Spencer Davis (1939-2020), músico de rock británico
- Tamsin Greig (* 1966), actriz inglesa de teatro, cine y televisión
- Simon Le Bon (* 1958), cantante inglés
- Richard Neville Lester (1937–2006), botánico británico
- Desmond Morris (* 1928), zoólogo e investigador de comportamientos
- Paul Nurse (* 1949), bioquímico británico, premio nobel de medicina (2001)
- Arthur Peacocke (1924–2006), bioquímico y teólogo inglés
- John Henry Poynting (1852–1914), físico inglés
- Fraser Stoddart (* 1942), químico británico
- John Robert Vane (1927–2004), bioquímico británico, premio Nobel de medicina (1982)
- Rodolfo Neri Vela (* 1952), ingeniero, piloto y astronauta mexicano
- Maurice Wilkins (1916–2004), físico neozelandés
- David Lodge (* 1935), escritor y profesor británico
- Seeiso Bereng Seeiso (* 1966), príncipe de Lesoto.
- Roger Edward Backhouse